# هاربرسفيلد (نيويورك)
هاربرسفيلد (بالإنجليزية: Harpersfield, New York)‏ هي بلدة أمريكية تقع في الولايات المتحدة في مقاطعة ديلاوير. يقدر عدد سكانها بـ 1,577 نسمة ومساحتها 109.7 كم2 وترتفع عن سطح البحر 556 متر.